# Espejo mágico chino

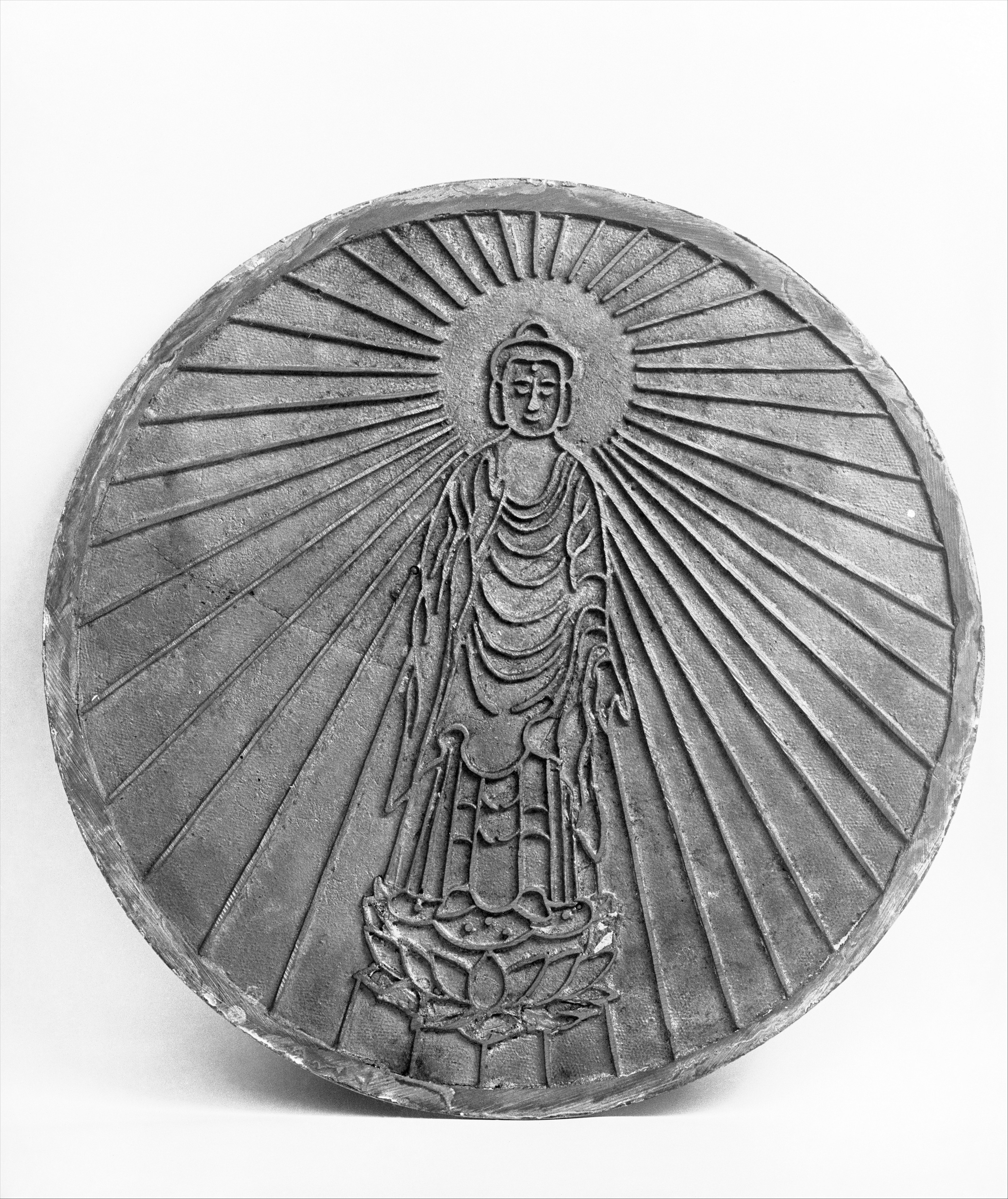
Espejo mágico chino

Un espejo mágico chino  es un artefacto antiguo que se remonta a la dinastía china Han (206 aC - 24 dC). Los espejos estaban hechos de bronce sólido, de hecho a primera vista parecían un espejo normal de metal. El frontal está pulido brillantemente, mientras que un diseño en relieve decora el reverso. Sorprendentemente, cuando la luz se dirige a la cara del espejo y se refleja en una superficie plana, aparece una imagen mágica (generalmente la que aparece en su parte posterior). Si bien el metal es completamente sólido, la imagen reflejada da la impresión de que debe ser de alguna manera translúcida. Es decir, cuando la luz del sol u otra luz brillante incidía en el espejo, el espejo parecía volverse transparente y si la luz se reflejaba desde el espejo hacia una pared, la muestra de la parte posterior del espejo se proyectaba sobre dicha pared.
Al crearlos, los espejos comenzaban siendo planos con el diseño en el reverso, produciéndose luego la convexidad superficial raspando y arañando elaboradamente. Entonces se pulía la superficie para que brillara. Las tensiones producidas por estos procesos provocaban que las zonas de la superficie más finas se abultaran hacia afuera y se volvieran más convexas que las zonas más gruesas. Finalmente se aplicaba el amalgama de mercurio en la superficie creando más tensión y pandeo. Como resultado, las imperfecciones en la superficie del espejo coincidían con el patrón dorsal, aunque eran demasiado minúsculas para ser vistas. Sin embargo, cuando el espejo reflejaba luz brillante contra un muro, con el consiguiente aumento de la imagen, el efecto reproducía los patrones como si pasara a través del bronce.
Hoy en día la explicación actualmente aceptada para este fenómeno es que, durante su construcción, la superficie del espejo se raspa, raya y pule, luego se recubre con un amalgama de mercurio, lo que provoca tensiones de una escala demasiado pequeña para ser observada a simple vista pero que van a juego con el patrón en la parte posterior del espejo.

## Historia

### China.
La antigua artesanía de los espejos mágicos chinos se remonta al 2900 - 2000 a. C. en China, Egipto y Valle del Indo. Estos espejos de bronce se hicieron populares y se produjeron en grandes cantidades durante la dinastía Han entre el periodo de 206 a. C. y 24 d. C. principalmente en China. Según la UNESCO en torno al 800 d. C., durante la dinastía Tang (618-907), el libro Registro de Antiguos Espejos describía cómo hacer estos espejos a los que los chinos llamaban "espejos translúcidos". Aunque terminó perdiéndose, Shen Kuo (1031-1095), que poseía tres como reliquia familiar, los describió en su Ensayo del tesoro de los sueños. Sorprendido por la capacidad de un metal sólido para comportarse como si fuera transparente, Shen supuso que en su creación se realizaba alguna técnica de templado para producir arrugas superficiales imperceptibles para el ojo humano. Aunque no estaba en lo cierto respecto a los ritmos de enfriamiento, sí acertó en la causa que dejaba sin respuestas a los científicos occidentales del siglo XIX. Y no fue hasta que William Bragg en 1932 descubrió que Shen tenía razón respecto a las arrugas superficiales imperceptibles, no se desbarató la idea por la que se creía que eran transparentes.

### Japón.
Por otro lado, a medida que la fabricación de los espejos en China aumentó, esta se expandió hacia Korea y Japón, de hecho, el Emperador Cao Rui y el Reino Wei de China regalaron numerosos espejos de bronce (conocidos como shinju-kyo en Japón) a la Reina Himiko de Wa (Japón), donde fueron recibidos como raros y misteriosos objetos a los que se describía como "fuentes de honestidad" ya que se decía que reflectaban todo lo bueno y lo malo sin errores. Es por esto que Japón considera como uno de los tres grandes tesoros imperiales a un espejo sagrado llamado Yata-no-Kagami.
Hoy se dice que Yamamoto Akihisa es el último fabricante de espejos mágicos en Japón. El Kyoto Journal lo entrevistó y el artesano explicó parte de su técnica, que le enseñó su padre y a él su padre y así sucesivamente por generaciones.

### Europa Occidental.
Durante muchos siglos, la "magia" de estos espejos desconcertó tanto a los laicos como a los científicos, quienes se dedicaron a hacer diferentes trabajos de investigación. 
El primer espejo mágico que apareció en la Europa Occidental fue propiedad del director del Observatorio de París quien a su regreso de China trajo consigo varios espejos y uno de ellos era mágico. Este último fue presentado como una irresistible incógnita a la Academia de Ciencias de Francia en 1844. Nadie había visto algo parecido y por más que registraron su comportamiento nunca pudieron entenderlo del todo. En total hubo sólo cuatro espejos mágicos  llevados desde China a Europa; pero en 1878, dos profesores de ingeniería le presentaron a la Royal Society de Londres varios modelos que habían traído de Japón. Los ingleses les llamaron “espejos diáfanos” y por primera vez hicieron observaciones técnicas relativas a su construcción. Sus efectos eran tan maravillosos que la Royal Society quedó hipnotizada con ellos. Nadie, sin embargo, pudo averiguar qué producía la fantasmagórica y bellísima proyección de luz a la que catalogaron como una “ilusión óptica imposible” y por lo tanto “mágica”.
Más tarde, en noviembre de 2005, el físico Michael Berry realizó un trabajo sobre este tema y publicó un artículo que describe la óptica adjuntando algunas fotos.